# Santuario della Madonna del Roseto
Il santuario della Madonna del Roseto, in origine badia benedettina, è una architettura religiosa sita nel comune di Solopaca.

## Storia

Il santuario in una foto d'epoca

La chiesa venne edificata intorno al XII secolo anche se il primo documento scritto inerente al monastero risale al 1214. Notizie dell'abbazia si hanno successivamente nel 1374 quando il 30 gennaio morì fra Nicola da Preta, il primo abate di cui si abbia notizia.
Sino al 1536 si fa cenno alla comunità dei benedettini che dopo pochi anni abbandonò il sito a causa delle scarse rendite.
Caduto in abbandono, il complesso andò col tempo in rovina per poi divenire nel XVIII secolo ricettacolo di vagabondi. Nello stesso secolo i ruderi vennero contesi dalla vicino Melizzano ma nel 1747 il vescovo mons. Falangola ordinò il restauro della struttura con le rendite che si riscuotevano in Solopaca.
Ma nel 1805 il terremoto del Molise fece crollare l'appena costruito santuario e la statua della Madonna, salvatasi, venne trasportata nella chiesa di San Mauro dove col tempo venne dimenticata e riposta in un mobile nel vano sottostante al campanile.
Solo nel 1844 a seguito di una grave siccità la statua venne portata in processione facendo voto che nel caso in cui fosse tornata la pioggia i cittadini di Solopaca avrebbero riedificato la chiesa. Al termine del rito sacro una improvvisa e forte pioggia investì il paese e dopo pochi mesi cominciarono i lavori di ricostruzione.
Nel corso della seconda guerra mondiale la chiesa subì alcuni danni nel 1943 durante uno scontro di artiglieria.

## Descrizione

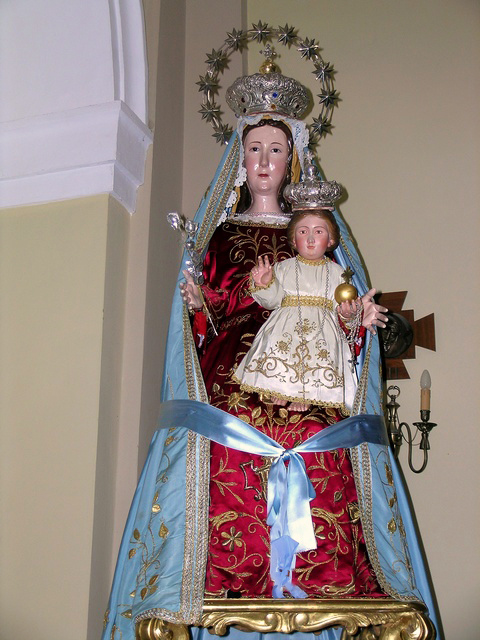
La statua della Madonna del Roseto

La chiesa è ad aula unica con cappelle laterali. L'altare maggiore fu eseguito da Silvestro Laudato nel mese di maggio del 1844. All'interno della chiesetta l'unica opera di particolare interesse artistico è la statua della Madonna del Roseto di epoca romanica, risalente al XIII secolo. La scultura ha subito negli anni la stessa sorte di tante altre che, «(…) Trovandosi in eremi nascosti, sono state nascoste, poi ritrovate, molto venerate, in seguito mal restaurate e ingenuamente rivestite».